# 2018年9月

## 9月2日
- 2018年亚洲运动会閉幕。[1]
- 位於里约热内卢的巴西國家博物館發生大火，大量藏品被燒毀。[2]

## 9月3日
- 緬甸两名調查羅興亞穆斯林受迫害的路透社記者被當地法院判監7年[3]。

## 9月4日
- 颱風飛燕侵襲日本四國、近畿地區，造成當地嚴重風災損害。期間颱風眼牆掠過關西國際機場，瞬間風速達58.1公尺/秒，加上海水倒灌造成該機場啟用以來最嚴重的損傷，機場大面積包括停機坪和跑道被水淹浸。機場連外道路也因貨船撞擊造成損毀無法通行，亦使得全數飛機停飛3日。此次風災至少造成日本11人死亡、3百餘位民眾受傷及千棟房屋損毀[4]。

## 9月5日
- 柬埔寨第6屆國會於本日召開，會議開幕儀式由國王諾羅敦·西哈莫尼主持。結束後，由元老議員韓桑林主持國會首次會議。[5]
- 联合国粮食与农业组织是日起在泰国曼谷一连3天举行紧急会议，讨论如何应对非洲猪瘟(African Swine Fever)疫情的爆发，这些疫情已促使中国政府扑杀了数万头生猪。与会者来自中国和8个面临风险的邻国的动物卫生专家、监管人士和行业人士[6]。

## 9月6日
- 北海道發生地震，造成至少35人喪生[7]。
- 2018年巴西總統選舉熱門候選人雅伊爾·博爾索納羅在競選活動中遇襲受傷[8]。
- 日本早安少女組前成員吉澤瞳涉嫌在東京都中野區駕駛時撞倒途人，事後不顧而去，後更被揭發酒後駕駛。東京警視廳下午以過失駕駛致傷罪、醉酒駕駛等罪名將她拘捕。

## 9月9日
- 2018年瑞典大選進行投票[9]。

## 9月11日
- 加泰隆尼亞首府巴塞隆那，是日「加泰民族日」有約一百萬民眾上街遊行，爭取加泰脫離西班牙獨立，並敦促西班牙中央政府釋放因推動去年公投而被捕的「獨派」領袖[10]。
- 韩国再度爆发中东呼吸系统综合征疫情（英语：2018 Middle East respiratory syndrome outbreak），政府下令寻找和确诊患者有密切接触的约50人，包括上周五与患者同乘航班，从迪拜抵达仁川国际机场的旅客[11]。

## 9月12日
- 苹果公司在苹果园区史蒂夫·乔布斯剧场召开发布会，公布新款iPhone XR、iPhone XS、iPhone XS Max和Apple Watch Series 4[12]。
- 英国说唱歌手Dua Lipa上海晚间演唱會，据现场歌迷反映，演唱会期间保安不让歌迷站起来听歌，保安大骂歌迷还向其竖中指，最后多名保安上阵将歌迷拉拽抬离现场并摔在地上，现场一度混乱，Dua Lipa在台上有注意到场下的情况，交涉无果，最后在演唱会结束时，更在台上落泪[13][14]。

## 9月13日
- 法國總統馬克龍探望阿爾及利亞年輕數學家兼共產黨員莫里斯·奧丹的遺孀若塞特，親手交給她一份聲明，稱以法蘭西共和國的名義承認，阿爾及利亞戰爭中被法國士兵從家中抓走的莫里斯·奧丹，是遭到酷刑殺害，且由於法國在該次戰爭中合法設立的制度導致此事發生。馬克龍並請求她的原諒。法國官方一直聲稱奧丹逃走後失蹤，直到五年前一名涉事將軍臨死前才承認殺了他。[15]

## 9月15日
- 2018年不丹國民議會選舉進行首輪投票[16]。

## 9月16日
- 第70屆黃金時段艾美獎获奖名单正式揭晓，《了不起的麦瑟尔夫人》凭借五项大奖成为最大赢家[17]。

## 9月17日
- 美国宣布自9月24日起向中国2000亿美元的货物征收10%的关税，并于年底前上调到25%。美方还表示，如果中国展开报复，将额外对2670亿美元的货物征税[18][19]。
- 俄軍一架IL-20電子偵察機在地中海上空被敘利亞的防空導彈錯誤擊落，機上15人全部喪生[20]。

## 9月18日
- 大韩民国总统文在寅乘专机抵达平壤，与朝鲜最高领导人金正恩举行会谈[21]。
- ，截至同日止，在菲律賓已造成至少74人喪生，經濟損失將超過1億美元[22]。

## 9月20日
- 坦桑尼亚一艘渡輪在維多利亞湖翻沉，造成超過200人喪生[23]。

## 9月21日
- 越南第二号人物，中央政治局委员兼国家主席陈大光病逝，享年62岁[24]。

- 挪威中央銀行執行委員會決議:同日起，利率提高自0.25%調升至0.75%，且預計下一回利率調整期為2019年第一季。[25]

## 9月22日
- 梵蒂岡與中國雙方宣布已就主教任命問題簽署臨時協議，中國將首次承認教宗的天主教領袖地位，今後中國將向教廷提出自行選出的主教人選，由教宗確認或否決。教廷亦隨即宣布教宗承認七名由中方單方面任命的主教[26][27]。
- 伊朗阿瓦士的一個閱兵儀式遭到喬裝成軍人的恐怖分子襲擊，造成至少25人喪生，另有4名襲擊者被擊斃[28]。

## 9月23日
- 廣深港高鐵香港段正式開通。北上首班車上午7時從香港西九龍站開出，上午7時19分抵達深圳北站；南下首班車上午6時44分從深圳北站開出，上午7時03分抵達香港西九龍站。[29][30][31]
- 光纤之父，2009年诺贝尔物理学奖得主高锟逝世，享壽84岁。[32]
- 2018年馬爾代夫總統選舉進行投票。[33]
- 隸屬俄羅斯執政黨統一俄羅斯的哈巴罗夫斯克边疆区現任區長在2018年區長選舉中敗於俄罗斯自由民主党候選人謝爾蓋·富爾加爾。[34]
- 日本放送協會（NHK）同日報導，日本無人補給太空船「白鸛」（Kounotori）7號，同日於鹿兒島縣種子島太空中心發射成功。此次任務亦首度執行太空「回收囊送返地球」技術，併行實證研究。[35]

## 9月24日
- 美国总统唐納·川普和韩国总统文在寅在纽约签署重新修订的《韩美自由贸易协定》。[36]

## 9月25日
- 瑞典議會以142票支持和204票反對，不通過對現任首相斯蒂凡·洛夫文的信任投票。洛夫文仍將留任看守首相直至議會選出新首相。[37]
- 法國阿利安5型火箭（法語：Ariane 5）同日晚間於加勒比海基地進行「第100次」發射作業，此發射的次數，極具象徵性意義。[38]

## 9月27日
- 台灣資深歌唱家費玉清發表聲明，宣佈於2019年巡迴演唱會結束後正式退休，告別46年歌唱生涯。[39]
- 美国证券交易委员会入稟法院，起訴特斯拉公司主席伊隆·马斯克證券欺詐。[40]

## 9月28日
- 印度尼西亞蘇拉威西島發生MW7.5級淺層地震，地震和海嘯造成死亡人數持續上升；當局表示，至少832人死亡。[41]
- 本月6日因酒駕傷人而被捕的日本早安少女組前成員吉澤瞳正式向外道歉及宣佈引退。

## 9月30日
- 美国和加拿大的官员宣布达成贸易协议，以新的美国、墨西哥和加拿大的三方协议取代20多年前签署的《北美自由贸易协议》。[42]